# カンデラリア教会
座標: 南緯22度54分2.92秒 西経43度10分40.42秒 / 南緯22.9008111度 西経43.1778944度

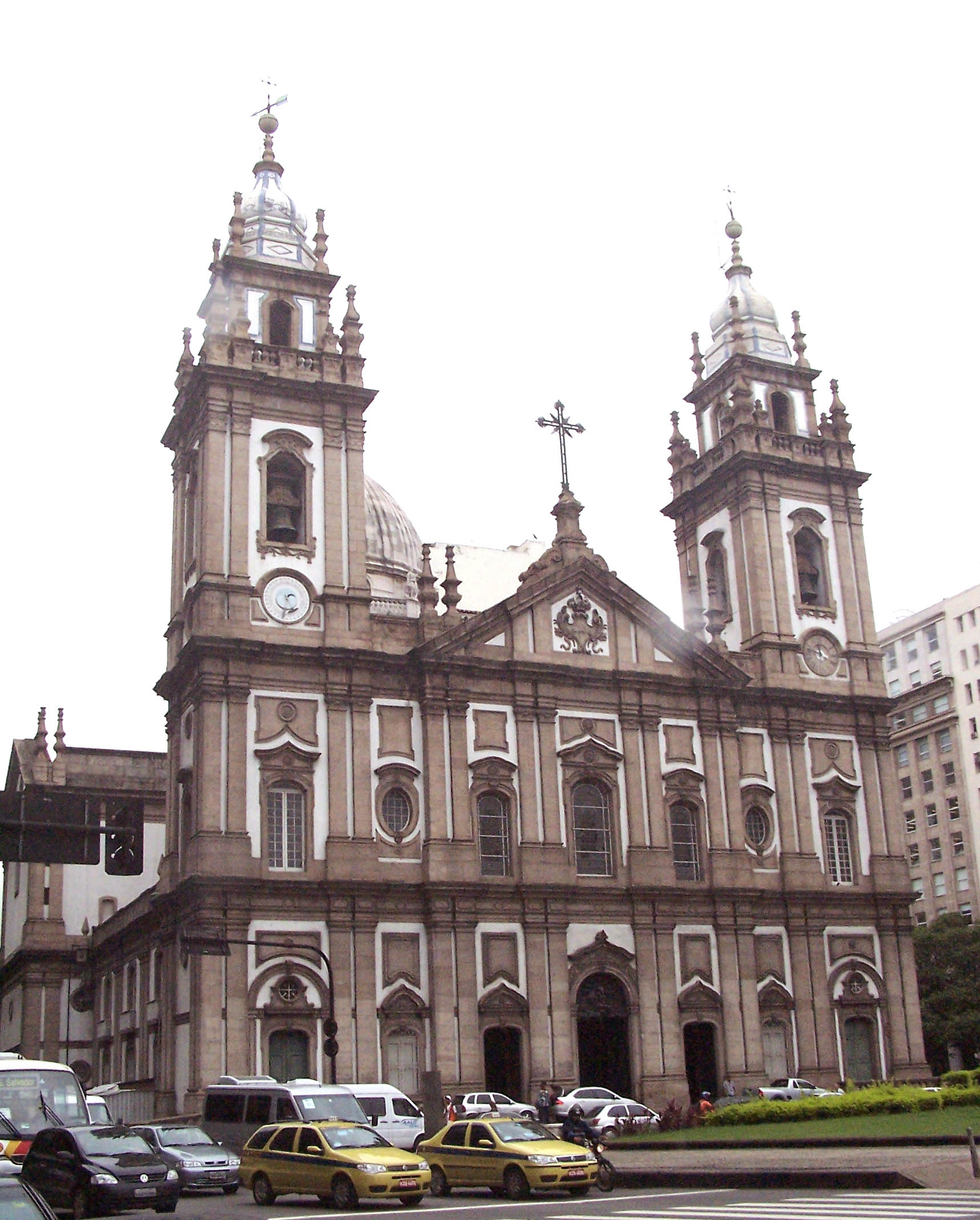
ファサード

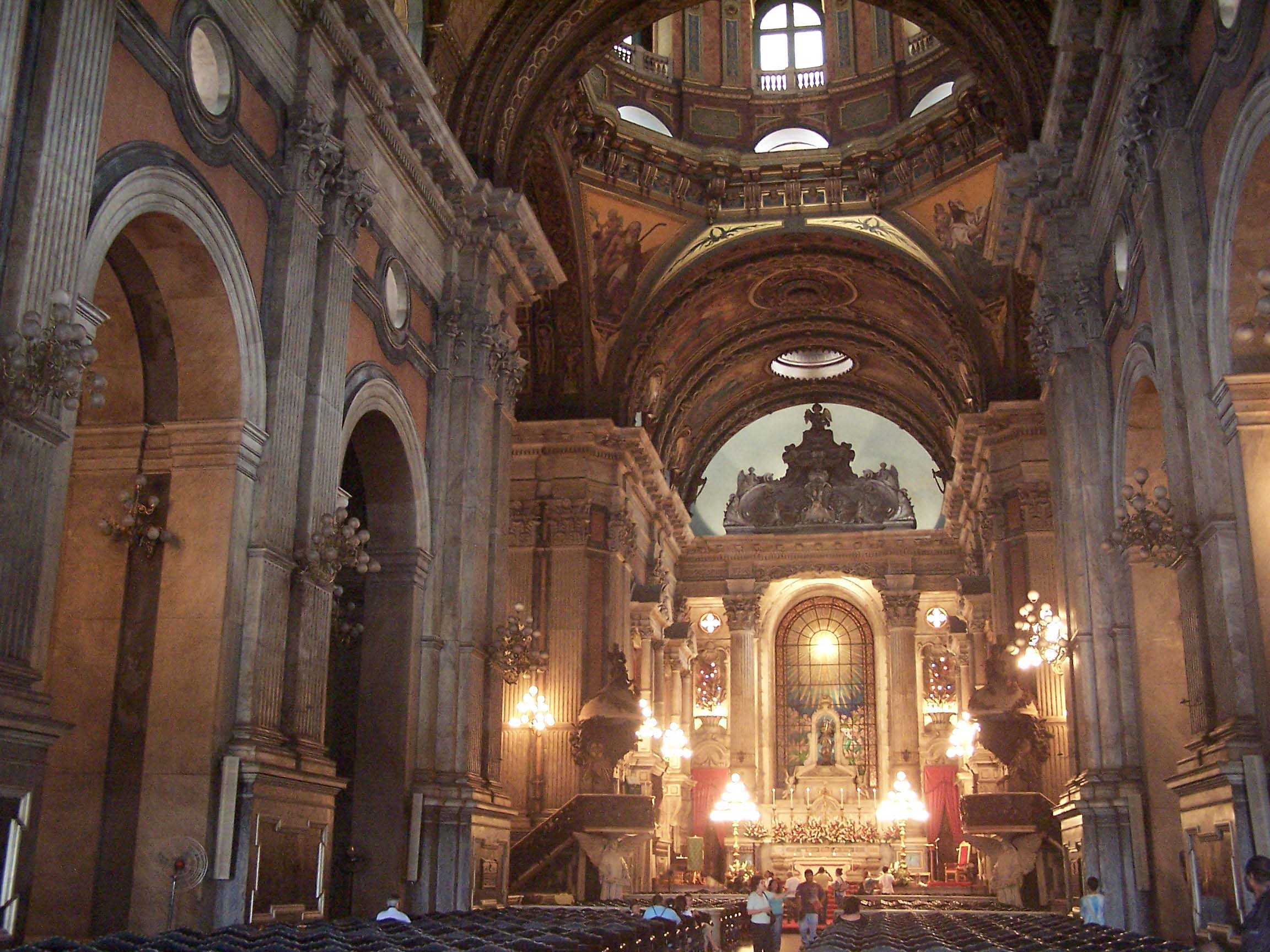
礼拝堂

カンデラリア教会（ポルトガル語: Igreja da Candelária、英語: Candelária Church、カンデラリア聖堂）は、リオデジャネイロ市に位置する教会。

## 歴史
- 17世紀初頭、船カンデラリア号は嵐に見舞われる。
- 1609年、嵐の後にリオデジャネイロへ到着したスペイン人は、嵐の最中での宣誓を満たすことを目的に「聖母カンデラリア (Our Lady of Candelária)」に捧げるための礼拝堂を建設。
- 18世紀後半、ポルトガル人エンジニア Francisco João Roscio が修復計画の責任者に任命される。
- 1775年、修復工事が始まる。
- 1775 - 1811年、現在のファサードが建設される。
- 1811年、未完成の状態で、ジョアン6世同席のもと落成。
- 1878年、内装をバロックからネオ・ルネッサンス様式に改修。
- 1993年7月23日、警官によるストリートチルドレンの虐殺（カンデラリア教会虐殺事件）。

## 建築
- ファサード：バロック様式
- 内装：新古典主義、ネオ・ルネッサンス様式
- ラテン十字プラン、翼廊上部にドーム
- マフラ国立宮殿修道院（リスボン）、エストレラ大聖堂（リスボン）を参照にデザイン

## 参照
- Guia da Arquitetura Colonial, Neoclássica e Romântica no Rio de Janeiro. Editora Casa da Palavra. 2000. (ポルトガル語)
- Introduction to the colonial architecture of Rio de Janeiro (ポルトガル語)